# Джузепе Франческо Анели
Джузепе Франческо Анели (на италиански: Giuseppe Francesco Agnelli) е италиански предприемач.

## Биография
Роден в семейството на Джовани Лоренцо Анели и Тереза Оберти, той принадлежи към т. нар. „предприемачески клон“ на семейство Анели. Роден е в северноиталианския град Ракониджи през 1789 г., той е дядо на основателя на Фиат Джовани Анели и прапрадядо на известния Джани Анели, и се смята за инициатор на все по-очевидния възход на семейството. Има двама братя и пет сестри: Карло Антонио, Анджела Катерина, Джовани Бартоломео, Мария Кристина, Роза, Маргерита и Тереза Франческа.
Малко след Реставрацията Джузепе, който вече живее в столицата на Кралство Сардиния Торино, е включен в списъка на торинските банкери, както в рамките на държавата, така и на външния пазар. В Торино терминът „банкер“ се използва не само за тези, които са се посветили на разменни и банкови операции и преговори, но също така и за тези, които се занимават с договарянето на сурова коприна, често финансирайки работата на предачите и след това се занимават с продажбата на продукта, както суров, така и преработен.

Джузепе Франческо внася и продава подправки на едро, правейки големи печалби, които реинвестира чрез закупуване на имоти и земеделска земя и основаване на захарна рафинерия в Кариняно („Agnelli, Pelisseri e Compagnia, Raffinatori“) с голям производствен капацитет, която вече присъства със своята първа рафинирана захар на блокове на Националното индустриално изложение от 1832 г. и получава награда през 1838 г.
Сключва сделки с недвижими имоти и земя, демонстрирайки предприемачески умения и създавайки нови работни места в различни области. Продажбата на имението Парпаля (огромна ферма с площ приблизително 228,6 хектара на териториите на Кандиоло и Виново), закупено през 1840 г. от Тереза Аудифреди, е особено доходоносна. Преди това Парпаля е била част от наследството на Ордена на св. св. Маврикий и Лазар. Банкерът Адриано Аудифреди го купува като част от принудителните продажби, решени по време на Наполеоновата епоха. Анели плаща 310 000 лири за него и го препродава дванадесет години по-късно, след интензивни преговори, на същия орден със значителна печалба, тъй като кралят иска да бъде реинтегрирано в ловното имение Ступиниджи на всяка цена, за да възстанови първоначалния си размер и разширение. През 1853 г., благодарение на ликвидността, произтичаща от продажбата на гореспоменатото имение, Анели купува от семейство Туринети от Приеро за 220 000 лири вилата (от някои приписвана на Филипо Ювара) във Вилар Пероза с приблизително 300 пиемонтски джорни земя към нея.
Около 1821 г. се жени за (Анна) Мария Маджа, от която има пет деца:
- Джачинто Анели
- Барбара Клара Анели
- Луиджи Джовани Анели
- Тереза Анели
- Едоардо Анели (1831 – 1871), дава потомство на семейството: той е баща на Джовани, основателят на Фиат.

Умира на 75-годишна възраст през 1865 г.
|  | Тази страница частично или изцяло представлява превод на страницата Giuseppe Francesco Agnelli в Уикипедия на италиански. Оригиналният текст, както и този превод, са защитени от Лиценза „Криейтив Комънс – Признание – Споделяне на споделеното“, а за съдържание, създадено преди юни 2009 година – от Лиценза за свободна документация на ГНУ. Прегледайте историята на редакциите на оригиналната страница, както и на преводната страница, за да видите списъка на съавторите. ВАЖНО: Този шаблон се отнася единствено до авторските права върху съдържанието на статията. Добавянето му не отменя изискването да се посочват конкретни източници на твърденията, които да бъдат благонадеждни. |